# أداندوزان
أداندوزان هو كان ملك مملكة داهومي في الفترة من 1797 حتى 1818.انتهى حكمه بانقلاب قام به شقيقه غيزو الذي قام بعد ذلك بمحو أدندوزان من التاريخ الرسمي مما أدى إلى عدم يقين كبير بشأن العديد من جوانب حياته.